# Viaduc de la Roche
Le viaduc de la Roche est un pont ferroviaire français à Sologny, en Saône-et-Loire. Long de 386 mètres, ce pont en poutre-caisson, mis en service en 1981, porte la LGV Sud-Est.